# Шара-Тогот
Шара-Того́т (бур. Шара Тогод - жёлтый павлин) — село в Ольхонском районе Иркутской области. Административный центр Шара-Тоготского муниципального образования.

## География
Находится на левобережье речки Кучулги, в 3,5 км к юго-западу от места её впадения в залив Мухор озера Байкал, в 40 км к северо-востоку от районного центра — села Еланцы.

## Население
| 2002 | 2010 | 2011 | 2012 |
| ---- | ---- | ---- | ---- |
| 345  | ↗375 | ↗376 | ↗399 |

По данным Всероссийской переписи, в 2010 году в селе проживало 375 человек (203 мужчины и 172 женщины).